# ODB
Дже́ссика Но́ра Кре́са (англ. Jessica Nora Kresa; род. 6 июня 1978, Нашвилл, Теннесси, США) — американский реслер и актриса, наиболее известная под именем ODB (аббревиатура от One Dirty Bitch/Broad). В настоящее время работает на Ring of Honor. Известна по выступлениям в Total Nonstop Action Wrestling, где стала четырёхкратной чемпионкой среди нокаутов и самой длительной командной чемпионкой среди нокаутов.

## Ранние годы
Креса увлекалась хоккеем на льду и была два года капитаном женской команды университета в городе Сент-Клауд. Она с детства смотрела реслинг.

## Карьера в реслинге
Креса участвовала в первом сезоне шоу WWF Tough Enough и попала в 25 лучших. Вскоре после этого она стала участвовать в шоу независимых реслерских организаций среднего запада, где она сражалась с мужчинами, такими как Кен Андерсон и Шон Дайвари. Первый матч на национальном уровне Креса провела в 2003 году на шоу Total Nonstop Action Wrestling против Тринити. Она вернулась в TNA в 2004 и продолжила противостояние с Тринити. В октябре 2004 она появилась на шоу TNA и победила Трейси Брукс.
5 июня 2006 года Креса дебютировала в Ohio Valley Wrestling. В OVW она стала двукратной чемпионкой среди женщин. После проигрыша своего второго титула осенью 2007 года Креса покинула организацию.

### Total Nonstop Action Wrestling
После ухода из OVW Креса подписала контракт с TNA и совершила своё возвращение на ежегодном шоу Bound for Glory. Она приняла участие в битве за учреждённый пояс женской чемпионки TNA наряду с 9 другими участницами. Выиграть матч ей не удалось.
В 2008 году ODB враждовала с The Beautiful People (Анджелина Лав, Вэлвит Скай и Кип Джеймс). Осенью присоединилась к молодёжи TNA в их противостоянии The Main Event Mafia.
В 2009 году ODB получила титул чемпионки нокаутов и участвовала в сюжете с Коди Динером. Осенью 2009 года ODB подписала многолетний контракт с TNA и совершила хилтёрн. В декабре проиграла титул Таре.
14 июня 2010 Креса сообщила, что покидает TNA. Возвращение состоялось 24 февраля 2011 года, ODB вышла из толпы ответив на вызов Мэдисон Рейн, но проиграла. После этого она появилась только в мае, атаковав Вэлвит Скай. По сюжету ODB не имела контракта. В декабре ODB объединилась с Эриком Янгом для участия в турнире, турнир они не выиграли, но продолжили выступать вместе. 8 марта 2011 года ODB и Янг победили Гейл Ким и Мэдисон Рейн выиграв титулы командных чемпионов TNA среди нокаутов. Они проносили эти титулы 478 дней пока Брук Хоган не сделала их вакантными и не упразднила впоследствии.

## Личная жизнь
Креса встречалась с реслером Кеном Андерсоном.

## Гиммик
- Завершающие приёмы
  - Bam (Fireman’s carry cutter)[14][32][33] — 2009-настоящее время
  - Dirty Dozen (12 ударов по лицу на третьем канате с последующим прессом Лу Тэза)[1][2]
  - Trailer Park Shooter (Elevated cloverleaf)[34] — 2013-настоящее время
  - Running powerslam[35]
  - Wrist-lock sitout side slam[36] — 2008
- Коронные приёмы
  - Bearhug[37]
  - Body avalanche[36]
  - Bronco Muncher / Carpet Buster (Bronco buster)[38][39]
  - Fallaway slam[36]
  - Missile dropkick[1]
  - Multiple chops[3]
  - Single Leg Boston Crab
  - Spear[40]
  - Vertical Suplex[41]
- Была менеджером
  - Кен Андерсон
  - Майк Мизанин[1]
  - Коди Динер[1]
  - Эрик Янг[42]
- Музыкальные темы
  - «Move Bitch» от Ludacris (IWA-MS)
  - «Bossy» от Келис (OVW)
  - «Park It» от Дейла Оливера (TNA)[43]
  - «I’m About to Freak» от Дейла Оливера (TNA)[44]

## Титулы и награды
- Midwest Pro Wrestling
  - MPW Cruiserweight Championship (1 раз)[3]
- Ohio Valley Wrestling
  - OVW Women’s Championship (2 раза)[8]
  - Мисс OVW (2007)[45]
- Pro Wrestling Illustrated
  - PWI ставит её под № 14 в списке 50 лучших женщин-реслеров в 2008 году[46]
- Steel Domain Wrestling
  - SDW Women’s Championship (1 раз)[3]
- Texas Wrestling Federation
  - TWF Women’s Championship (1 раз)
- Total Nonstop Action Wrestling
  - Чемпион TNA среди нокаутов (4 раза)[47]
  - Командный чемпион TNA среди нокаутов (1 раз) — с Эриком Янгом[29]
  - Нокаут года (2009)
  - New Year’s Knockout Eve Tournament (2010)
  - Королева клетки (2009)
- United States Wrestling Organization
  - USWO Television Championship (1 раз)[1]